# Germani carpatini
Germanii carpatini sau germanii slovaci (în germană: Karpatendeutsche, în slovacă: Karpatskí nemci) este numele generic dat unui grup de comunități germane minoritare din ținuturile slovace, precum și din Regiunea Transcarpatia (astăzi sud-vestul Ucrainei). Pentru o lungă perioadă de timp, germanii au fost una dintre cele două mari minorități etnice din Slovacia, împreună cu maghiarii din Slovacia. Un grup distinct de cel al germanilor carpatini a fost cel al habanilor, tot de limbă germană.
Prin Decretele lui Beneš din 1945 s-a dispus retragerea cetățeniei cehoslovacă pentru 85% din germanii din Slovacia (aproximativ 128 000 de persoane), după care aceștia au fost expulzați în Austria și Germania. Restul de 15% au optat pentru asimilare. Spre deosebire de germanii din Cehia (în special germanii sudeți din Sudetenland), cei din Slovacia au fost puternic afectați de procesul de maghiarizare care a avut loc la sfârșitul secolului al XIX-lea și începutul secolului al XX-lea, când teritoriul de astăzi al Slovaciei făcea încă parte din Regatul Ungariei. Cultural și lingvistic, germanii din Slovacia sunt înrudiți cu țipțerii din România și cu sașii transilvăneni, fiind una dintre cele mai vechi minorități germane din Europa Centrală și de Est (alături de germanii baltici de asemenea) din Evul Mediu până în prezent.
În prezent, în Slovacia trăiesc sub 5000 de germani. Fostul președinte Rudolf Schuster este de pe linie paternă de origine germană, iar pe linie maternă, de origine maghiară, copilărind în trecut la Medzev (germană Metzenseifen). În prezent, trăiesc mai puțin de 10 000 de etnici germani în Slovacia.

## A doua Republică Slovacă (după 1993)

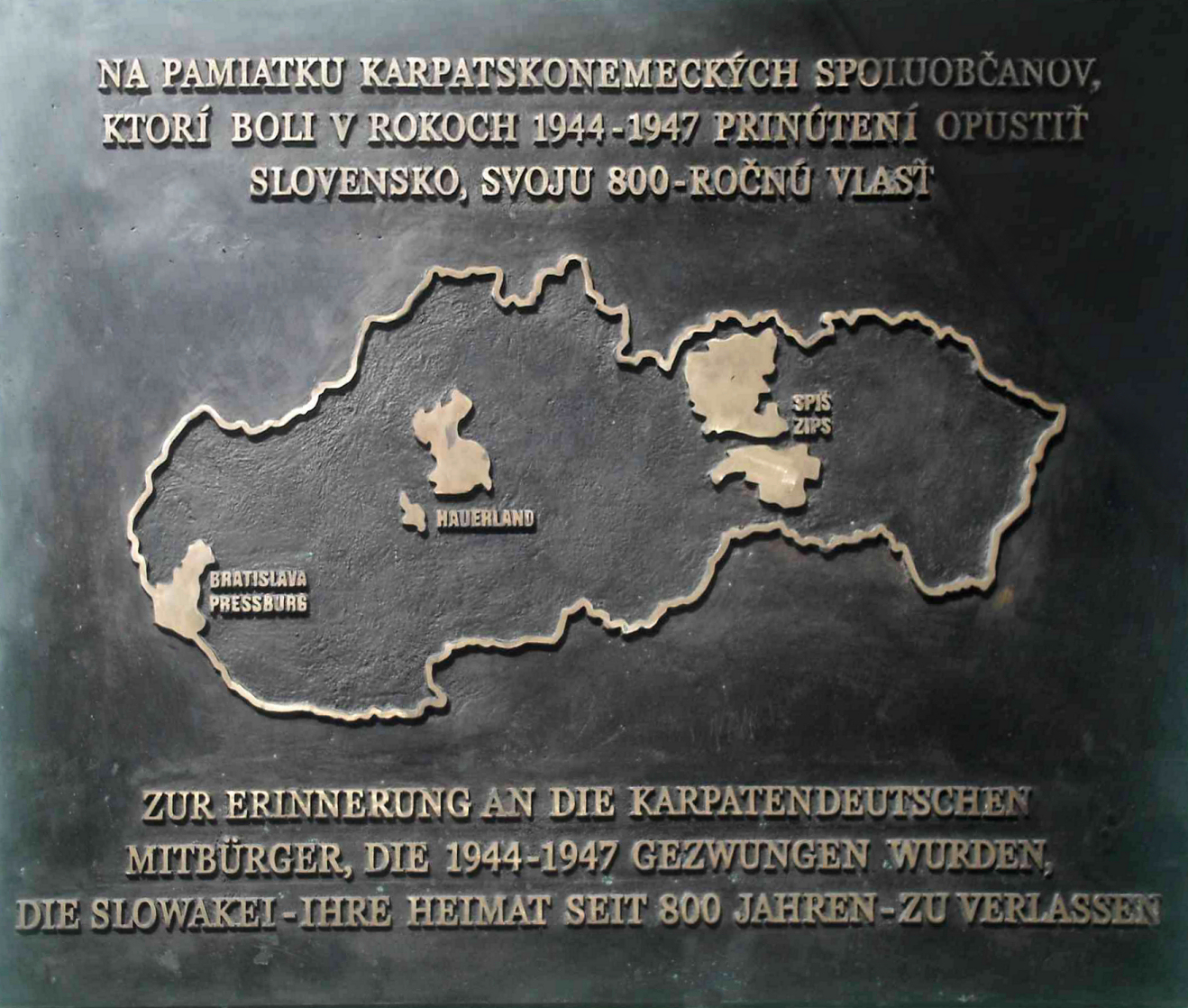
Placă pentru comemorarea germanilor carpatini, la Bratislava, pe clădirea Muzeului Culturii Germanilor Carpatini

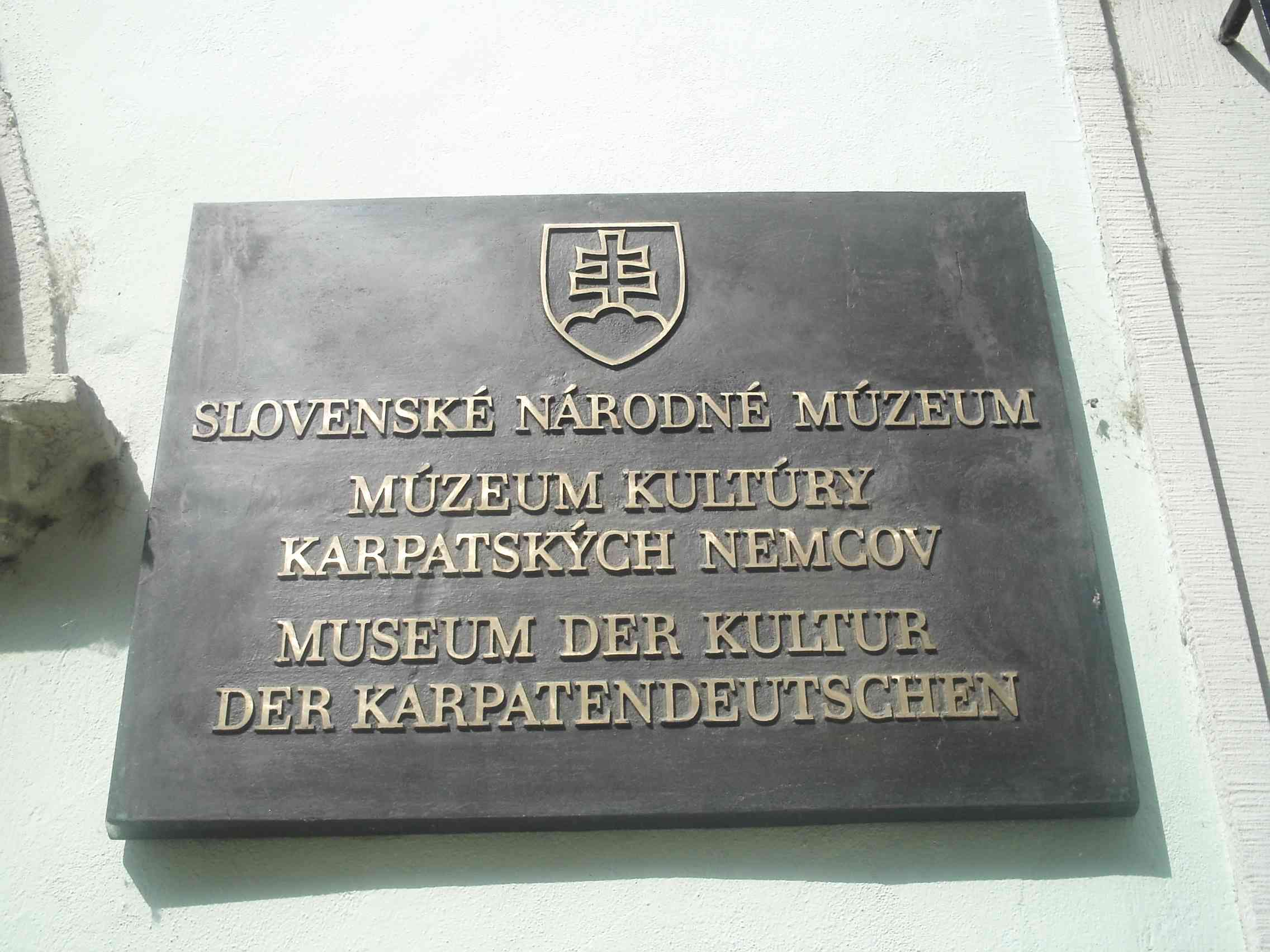
Placa de la intrarea în Muzeul Culturii Germanilor Carpatini

În 2004, germanii din Slovacia se bucurau de toate drepturile de după Revoluția de catifea. S-a format o „Asociație a Germanilor Carpatini”, pentru menținerea tradițiilor lor, iar după 2005 a fost deschis un minimuzeu, cu trei încăperi, la Bratislava.
Cea mai cunoscută personalitate a acestui grup etnic este Rudolf Schuster, președinte al Republicii Slovace din 1999 până în 2004.

## Populație
| An    | Număr   | %   | Schimb. număr. | Schimb. (%) |
| ----- | ------- | --- | -------------- | ----------- |
| 1880* | 228 584 | 9.3 | -              | -           |
| 1890* | 228 860 | 8.9 | +276           | +0,1        |
| 1900* | 215 816 | 7.7 | -13 044        | -5,7        |
| 1910* | 198 387 | 6.8 | -17 429        | -8,1        |
| 1930  | 148 214 | 4.5 | -50 173        | -25,3       |
| 1949  | 27 324  | 0.8 | -120 890       | -81,6       |
| 1991  | 5 414   | 0.1 | -21 910        | -80,2       |
| 2001  | 5 405   | 0.1 | -9             | -0,2        |
| 2011  | 4 690   | 0.1 | -715           | -13,2       |

### Orașele cu cel mai mare număr de germani (2001)[3]
1. Bratislava - 1200 (0.28%)
2. Medzev - 497 (13.55%)
3. Košice - 398 (0.17%)
4. Staré Mesto - 245 (0.55%)
5. Ružinov - 237 (0.34%)
6. Petržalka - 219 (0.19%)
7. Prievidza - 153 (0.29%)
8. Mníšek nad Hnilcom - 130 (7.69%)
9. Poprad - 119 (0.21%)
10. Nové Mesto - 110 (0.29%)

### Localități cu cel mai mare procentaj de germani (2001)[3]
1. Krahule - 35 (24.31%)
2. Kunešov - 45 (18.44%)
3. Brieštie - 25 (14.71%)
4. Medzev - 497 (13.55%)
5. Turček - 93 (12.99%)
6. Vyšný Medzev - 67 (12.67%)
7. Chmeľnica - 107 (11.71%)
8. Kremnické Bane - 26 (10.40%)
9. Malinová - 79 (9.11%)
10. Štós - 66 (8.76%)